# Italiens kvindefodboldlandshold
Italiens kvindefodboldlandshold repræsenterer Italien i international kvindefodbold. Holdet styres af Italiens fodboldforbund (Federazione Italiana Giuoco Calcio).

## Italiens placering i de største turneringer

### VM i fodbold for kvinder
| VM slutrunder                                                                             | VM slutrunder       | VM slutrunder     | VM slutrunder     | VM slutrunder     | VM slutrunder     | VM slutrunder     | VM slutrunder     | VM slutrunder     | VM slutrunder |
| År                                                                                        | Resultat            | P                 | K                 | V                 | U*                | T                 | M+                | M-                |               |
| ----------------------------------------------------------------------------------------- | ------------------- | ----------------- | ----------------- | ----------------- | ----------------- | ----------------- | ----------------- | ----------------- | ------------- |
| 1991                                                                                      | Kvartfinaler        | 6.                | 4                 | 2                 | 1                 | 1                 | 8                 | 5                 |               |
| 1995                                                                                      | Ikke kvalificeret   | Ikke kvalificeret | Ikke kvalificeret | Ikke kvalificeret | Ikke kvalificeret | Ikke kvalificeret | Ikke kvalificeret | Ikke kvalificeret |               |
| 1999                                                                                      | Gruppespil          | 9.                | 3                 | 1                 | 1                 | 1                 | 3                 | 3                 |               |
| 2003                                                                                      | Ikke kvalificeret   | Ikke kvalificeret | Ikke kvalificeret | Ikke kvalificeret | Ikke kvalificeret | Ikke kvalificeret | Ikke kvalificeret | Ikke kvalificeret |               |
| 2007                                                                                      | Ikke kvalificeret   | Ikke kvalificeret | Ikke kvalificeret | Ikke kvalificeret | Ikke kvalificeret | Ikke kvalificeret | Ikke kvalificeret | Ikke kvalificeret |               |
| 2011                                                                                      | Ikke kvalificeret   | Ikke kvalificeret | Ikke kvalificeret | Ikke kvalificeret | Ikke kvalificeret | Ikke kvalificeret | Ikke kvalificeret | Ikke kvalificeret |               |
| 2015                                                                                      | Ikke kvalificeret   | Ikke kvalificeret | Ikke kvalificeret | Ikke kvalificeret | Ikke kvalificeret | Ikke kvalificeret | Ikke kvalificeret | Ikke kvalificeret |               |
| 2019                                                                                      | Kvartfinaler        | 7.                | 5                 | 3                 | 0                 | 2                 | 9                 | 4                 |               |
| 2023                                                                                      | Gruppespil          | 22.               | 3                 | 1                 | 0                 | 2                 | 3                 | 8                 |               |
| Total                                                                                     | Bedst: kvartfinaler | 4/15              | 12                | 67                | 1                 | 7                 | 23                | 20                |               |
| \| *Uafgjort inkluderer knockout-kampe, som blev afgjort med straffesparkskonkurrence. \| |                     |                   |                   |                   |                   |                   |                   |                   |               |
| *Uafgjort inkluderer knockout-kampe, som blev afgjort med straffesparkskonkurrence.       |                     |                   |                   |                   |                   |                   |                   |                   |               |

### Europamesterskabet
| År                                                                                        | Resultat               | P                      | K                      | V                      | U*                     | T                      | M+                     | M-                     |
| ----------------------------------------------------------------------------------------- | ---------------------- | ---------------------- | ---------------------- | ---------------------- | ---------------------- | ---------------------- | ---------------------- | ---------------------- |
| 1984                                                                                      | Semifinale             | 4.                     | 2                      | 0                      | 0                      | 2                      | 3                      | 5                      |
| 1987                                                                                      | Bronze                 | 3/4                    | 2                      | 1                      | 0                      | 1                      | 2                      | 3                      |
| 1989                                                                                      | 4. plads               | 4/4                    | 2                      | 0                      | 1                      | 1                      | 2                      | 3                      |
| 1991                                                                                      | 4. plads               | 4/4                    | 2                      | 0                      | 0                      | 2                      | 1                      | 5                      |
| 1993                                                                                      | Sølv                   | 2/4                    | 2                      | 0                      | 1                      | 1                      | 1                      | 2                      |
| 1995                                                                                      | Kvalificerede sig ikke | Kvalificerede sig ikke | Kvalificerede sig ikke | Kvalificerede sig ikke | Kvalificerede sig ikke | Kvalificerede sig ikke | Kvalificerede sig ikke | Kvalificerede sig ikke |
| 1997                                                                                      | Sølv                   | 2/8                    | 5                      | 2                      | 2                      | 1                      | 7                      | 6                      |
| 2001                                                                                      | Gruppespil             | 5.                     | 3                      | 1                      | 1                      | 1                      | 3                      | 4                      |
| 2005                                                                                      | Gruppespil             | 8.                     | 3                      | 0                      | 0                      | 3                      | 4                      | 12                     |
| 2009                                                                                      | Kvartfinale            | 6.                     | 4                      | 2                      | 0                      | 2                      | 5                      | 5                      |
| 2013                                                                                      | Kvartfinale            | 7.                     | 4                      | 1                      | 1                      | 2                      | 3                      | 5                      |
| 2017                                                                                      | Gruppespil             | 12.                    | 3                      | 1                      | 0                      | 2                      | 5                      | 6                      |
| 2022                                                                                      | Gruppespil             | 13.                    | 3                      | 0                      | 1                      | 2                      | 2                      | 7                      |
| 2025                                                                                      | Semifinale             | 3.                     | 5                      | 2                      | 1                      | 2                      | 6                      | 7                      |
| Total                                                                                     | Bedst: Sølv            | 13/14                  | 40                     | 10                     | 8                      | 22                     | 44                     | 70                     |
| \| *Uafgjort inkluderer knockout-kampe, som blev afgjort med straffesparkskonkurrence. \| |                        |                        |                        |                        |                        |                        |                        |                        |
| *Uafgjort inkluderer knockout-kampe, som blev afgjort med straffesparkskonkurrence.       |                        |                        |                        |                        |                        |                        |                        |                        |

## Aktuel trup
Følgende spillere blev udtaget til Italiens trup til EM i fodbold 2025 i Schweiz.
Cheftræner: Andrea Soncin